# Ermita de San Roque (Museros)
La ermita de San Roque es un templo católico situado en el municipio de Museros de la comarca Huerta Norte perteneciente a la Comunidad Valenciana datada del siglo XVIII. Está catalogada como Bien de Relevancia Local, con número de anotación 46.13.177-002, según la Disposición Adicional Quinta de la Ley 5/2007, de 9 de febrero, de la Generalidad Valenciana, de modificación de la Ley 4/1998, de 11 de junio, del Patrimonio Cultural Valenciano (DOCV Núm. 5.449 / 13/02/2007).
Existía en el siglo XVI y el campanario de espadaña hecho con baldosa y pintada de blanco es obra del siglo XVIII, de estilo barroco sencillo.

## Campanario
La espadaña está decorada con pilastras toscanas emparejadas y dos pequeños obeliscos a los lados. Tiene una sola campana fundida del año 1944 y dedicada a la Sagrada Familia.